# Flerohopps glasbruk
Flerohopps glasbruk är ett tidigare glasbruk i Flerohopp i Nybro kommun.
I bruksorten Flerohopp fanns till 1880 ett järnbruk. Glassliparen Johan Alfred Jonsson och glasblåsaren Frans Gustaf Johansson tog 1891 initiativ att starta glasblåsning. Hyttan kom igång 1892 och tillverkade belysningsglas, lampglas, oljehus, kupor, sprängglas och pressglas med AB Arvid Böhlmarks Lampfabrik i Stockholm som största kund. Bruket exporterade också till Norge.
År 1895 slutade Frans Gustaf Johansson. Efter Johan Alfred Jonssons död 1904 drevs bruket av sonen Sture Jonsson till 1908. Det övertogs av Emil Sterner, som drev glasblåsningen under somrarna. Åren 1921–1933 arrenderades det av dåvarande ägaren till Gadderås glasbruk, Eskil af Ekenstam. Efter en konkurs 1933 övertogs bruket 1934 av Emil Sterners son Håkan Sterner och hans syskon. Glasbruket tillverkade glaskolvar för export till Storbritannien, termosglas för bland andra Thermoverken i Jönköping, och ampuller till syrabehållare. Produktionen lades ned 1960. Hyttan revs 1979.